# 文学军
文学军 (1971年5月24日—)是一位中国生物工程师，克莱门森大学教授。

## 生平
1971年出书于河南林州，1994年学士毕业于河南医科大学(现郑州大学)，1997年硕士毕业于浙江大学，1999年硕士毕业于辛辛那提大学，2003年博士毕业于犹他大学。2003年至2012年担任克莱门森大学助理教授，副教授，终身教授。他是第一位克莱门森大学招聘出任克莱门森大学和南卡罗来纳医科大学联合项目的生物工程师。

## 荣誉
2012年被选为美国医学与生物工程院院士。